# Kuttolsheim
Kuttolsheim è un comune francese di 670 abitanti situato nel dipartimento del Basso Reno nella regione del Grand Est.

## Storia

### Simboli
In origine, le melagrane raffigurate nello stemma erano probabilmente dei frutti di cotogno (in tedesco Quitte).

## Società

### Evoluzione demografica
Abitanti censiti